# Petani (Bunut)
Petani is een bestuurslaag in het regentschap Pelalawan van de provincie Riau, Indonesië. Petani telt 826 inwoners (volkstelling 2010).